# Florian Schabereiter
Florian Schabereiter (* 10. Februar 1991 in Leoben) ist ein ehemaliger österreichischer Skispringer.

## Leben
Sowohl bei der Junioren-Weltmeisterschaft 2009 in Štrbské Pleso als auch bei der Junioren-Weltmeisterschaft 2010 im deutschen Hinterzarten gewann er mit der Mannschaft Gold. Bei seinen ersten beiden Weltcupstarts 2009 in Innsbruck und Bischofshofen kam er über die Qualifikation nicht hinaus. Den ersten erfolgreichen Weltcupeinsatz absolvierte er am 6. Februar 2010, als er in Willingen mit Rang 26 seine ersten Weltcuppunkte ersprang. Am nächsten Tag erreichte er mit der Mannschaft den 3. Rang.
Krankheitsbedingt musste Schabereiter im Alter von 20 Jahren seine Laufbahn beenden. Von 2012 bis 2013 arbeitete er als Service-Techniker für das Springerteam und war danach bis 2019 als Co-Trainer der Nationalmannschaft tätig.
Schabereiter verfügt über einen Bachelorabschluss in Sport- und Bewegungswissenschaften, den er an der Universität Graz erlangte.

## Erfolge

### Continental-Cup-Siege im Einzel
| Nr. | Datum         | Ort     | Typ         |
| --- | ------------- | ------- | ----------- |
| 1.  | 14. März 2010 | Kuusamo | Großschanze |

## Statistik

### Weltcup-Platzierungen
| Saison  | Platz | Punkte |
| ------- | ----- | ------ |
| 2009/10 | 77.   | 5      |